# Tokaji

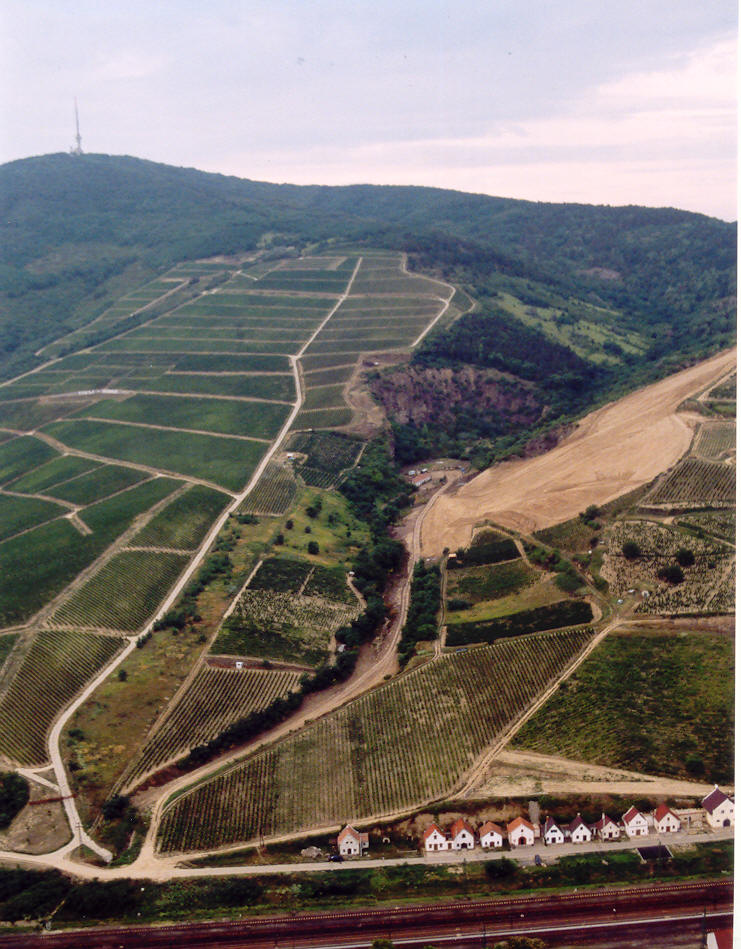
Vigneto di Tokaji

Il tokaji (in italiano spesso scritto tokaj o – meno correttamente – tokay) è un vino ungherese e (in piccola parte) slovacco – dove assume la denominazione di Tokajské víno – molto noto in tutto il mondo.
L'omonima zona di produzione si trova nei dintorni della città di Tokaj (Ungheria) nell'est del paese danubiano (tokaji significa infatti, in ungherese, "di Tokaj").

## Storia

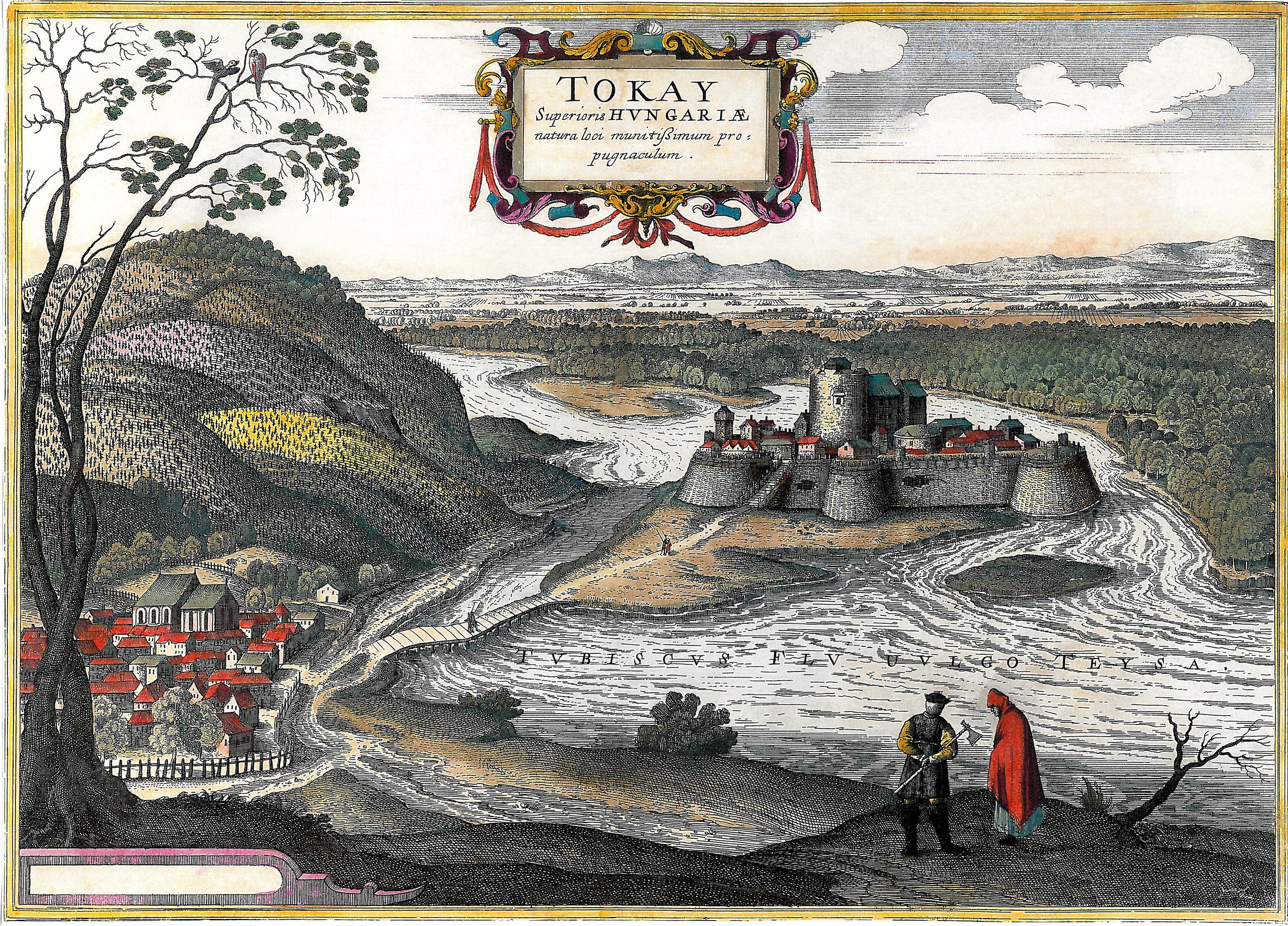
Nel XVI secolo

Definito re dei vini, vino dei re (epiteto coniato secondo la leggenda da Luigi XIV di Francia), un tempo era usato come pregiato dono che gli ungheresi offrivano ai re e ai grandi ecclesiastici di tutta Europa.
Ludovico Ariosto, segretario del vescovo di Eger Ippolito d'Este, ne parla in una sua satira.
Paracelso ne dimostrò le proprietà terapeutiche.
Anche Marsilio Ficino, nella sua De vita coelitus comparata, e Nicola Cusano, nel suo Idiotae de staticis experimentis dialogus, ne cantarono le doti.
Secondo una leggenda al concilio di Trento il cardinale ungherese György Drašković regalò alcune bottiglie di tokaji al papa Giulio II, il quale, dopo aver assaggiato il vino, pare avesse esclamato: Summum ponteficem talia vina decent.
Un altro aneddoto racconta che Benedetto XIV, incontrando la regina Maria Teresa d'Austria e avendo anch'egli assaggiato il tokaji, avrebbe composto il seguente epigramma:
Benedicta sit terra, quae te geminavit / benedicta sit mulier, quae te misit, / benedictus sum, qui te bibo.
Nel XVIII secolo fu particolarmente apprezzato da personaggi illustri come Voltaire, Jean-Jacques Rousseau, Giuseppe Parini. Nel 1722 venne pubblicato nel IX volume delle Rime degli Arcadi il poema composto da Francesco Redi nel 1672 col titolo di Bacco in Toscana, nel quale si parla del tokaji come un vin sì forte e sì potente / che per ischerzo baldanzosamente / sbarca i denti, e le mascelle sganghera.
Giuseppe Parini, invece, agli inizi del Mattino (1763), consiglia che sulla tavola della colazione del suo giovin signore non manchi licor lieti di Francesi colli, / O d'Ispani, o di Toschi, o l'Ongarese / Bottiglia, cui di verde edera Bacco / Concedette corona, e disse: Siedi, / Delle mense Reina.

## Varianti
La variante più nota di tokaji è il tokaji aszú, un vino abboccato o dolce. La preparazione di questo tokaji si basa su un procedimento di alterazione delle uve, che vengono lasciate attaccare dalla muffa nobile. L'uva viene raccolta da ottobre fino a dicembre/gennaio. Unite ad altre uve non attaccate da questa muffa, vengono lasciate a macerare. Dalla poltiglia di uve viene raccolta la cosiddetta essenza tokaji, base del particolare sapore di questo vino.

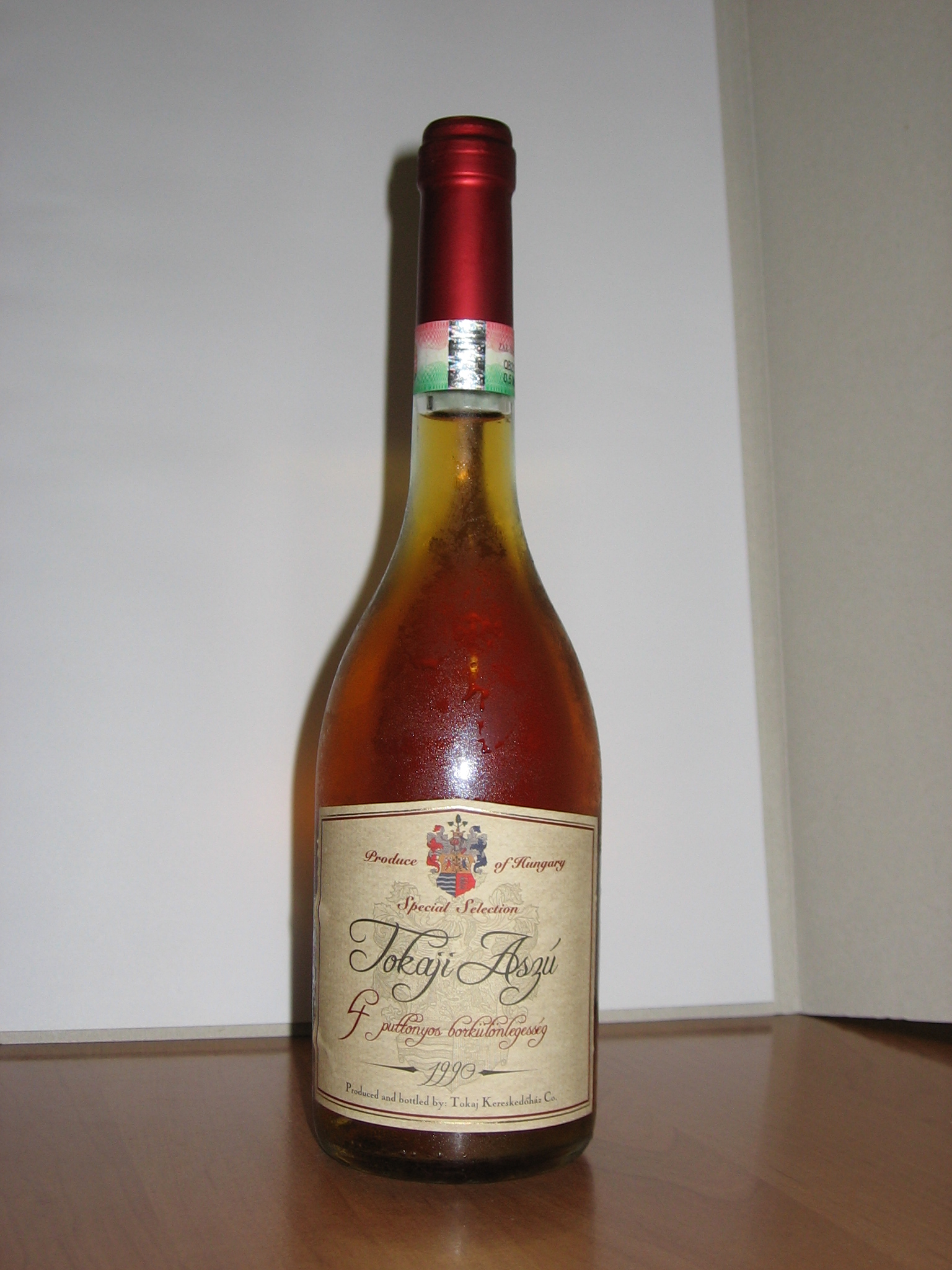
Tokaji, Ungheria
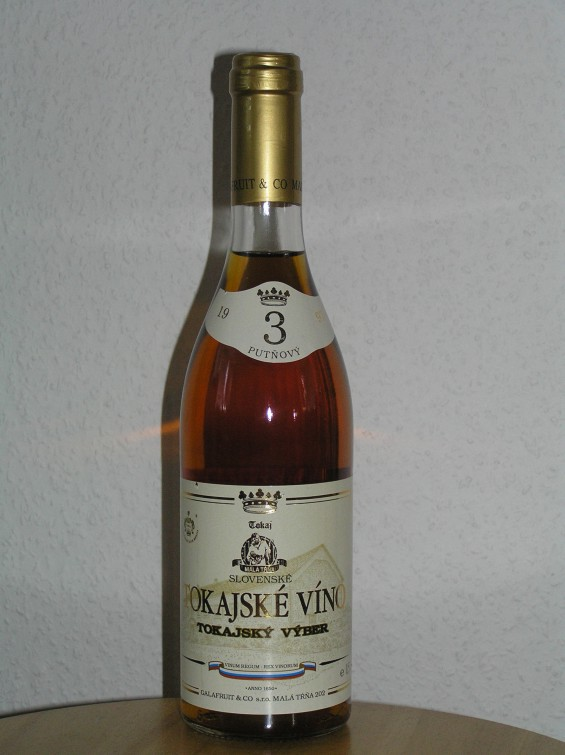
Tokaj, Tokajské víno, Slovacchia